# Modelado del relieve
En Geomorfología, el modelado terrestre es un conjunto de formas del relieve que son características de un proceso de erosión particular. Cada sistema de erosión morfológica modela al relieve de una manera característica, lo cual permite distinguir un modelado fluvial, por ejemplo, de uno glacial. Las penillanuras, glacis, pedimentos, etc., Son modelados de aplanamiento, así llamados porque la acción de los agentes erosivos da lugar en esos casos a la formación de superficies llanas en lo alto de relieves truncados. Por el contrario, en aquellas partes donde la erosión entalla depresiones fluviales separadas por lomas, se tendrá un modelado de disección.
El modelado se compone de tres procesos sucesivos: la erosión, el transporte y la sedimentación. Este proceso, en gran parte, causante del modelado de la superficie terrestre, teniendo en cuenta una serie de circunstancias (factores exógenos y geológicos, así como el tiempo de duración morfogenética).
- Datos: Q5645073